# باشگاه فوتبال نساجی مازندران در فصل ۱۴۰۰–۱۳۹۹
باشگاه فوتبال نساجی مازندران در فصل ۱۴۰۰–۱۳۹۹، در بیستمین دورهٔ رقابت‌های لیگ برتر فوتبال ایران (جام خلیج فارس) حضور دارد. این سومین حضور نساجی در این رقابت‌ها است. همچنین این مسابقات سی و پنجمین دورهٔ از بالاترین دسته لیگ در فوتبال ایران می‌باشد. این تیم همچنین در این فصل در سی و چهارمین دورهٔ جام حذفی فوتبال ایران حضور دارد.

## باشگاه

### کادر فنی
از تاریخ ۱۸ اسفند ۱۳۹۹
| ساکت الهامی         | سرمربی           |
| اسماعیل اسماعیلی    | مربی             |
| مصطفی صداقت         | مربی             |
| عادل باباپور        | مربی             |
| میثم بائو           | مربی             |
| هاروتیون آبراهامیان | مربی دروازه‌بان‌ها |
| مسعود ابطحی         | مربی بدنسازی     |
| صادق مقدم           | آنالیزور         |
| فرهاد کوچک‌زاده      | سرپرست           |

### چارت مدیریتی
از تاریخ ۱۷ دی ۱۳۹۸
| نام               | سمت             |
| ----------------- | --------------- |
| رضا حدادیان       | مالک            |
| ایزد سیف‌الله‌پور   | مدیرعامل        |
| علیرضا اسدی       | رئیس هیئت مدیره |
| حمیدرضا بایندریان | عضو هیئت مدیره  |
| وحید نصیری        | عضو هیئت مدیره  |
| حبیب حسین‌زادگان   | عضو هیئت مدیره  |
| امیر عرب          | عضو هیئت مدیره  |

## نقل و انتقالات

### ورودی
| شماره | نقش       | نام                  | سن | از تیم           | هزینهٔ انتقال | نوع انتقال | فصل      | منبع   |
| ----- | --------- | -------------------- | -- | ---------------- | ------------ | ---------- | -------- | ------ |
| ۱     | دروازه‌بان | مهرداد طهماسبی       | ۳۵ | بادران           | رایگان       | دائمی      | تابستانی | [ ۸ ]  |
| ۳     | مدافع     | سعید غلامعلی‌بیگی     | ۲۷ | سایپا            | رایگان       | دائمی      | تابستانی | [ ۹ ]  |
| ۶     | هافبک     | روزبه شاه‌علیدوست     | ۳۵ | سایپا            | رایگان       | دائمی      | تابستانی | [ ۱۰ ] |
| ۷     | هافبک     | میلاد کمندانی        | ۲۶ | گل‌گهر            | رایگان       | دائمی      | تابستانی | [ ۱۱ ] |
| ۸     | هافبک     | ایوب کلانتری         | ۳۰ | فجر سپاسی        | رایگان       | دائمی      | تابستانی | [ ۱۲ ] |
| ۱۱    | مهاجم     | مهرداد بایرامی       | ۳۰ | گل‌گهر            | رایگان       | دائمی      | تابستانی | [ ۱۳ ] |
| ۱۴    | هافبک     | امیرحسین موسی‌زاده    | ۲۸ | شاهین            | رایگان       | دائمی      | تابستانی |        |
| ۱۶    | مدافع     | آرمان قاسمی          | ۳۱ | نفت مسجدسلیمان   | رایگان       | دائمی      | تابستانی | [ ۱۴ ] |
| ۱۷    | هافبک     | مصطفی نوروزی         | ۳۰ | خوشه طلایی       | رایگان       | دائمی      | تابستانی | [ ۱۵ ] |
| ۱۹    | مدافع     | امیرحسین اسماعیل‌زاده | ۲۰ | پارس جنوبی       | رایگان       | دائمی      | تابستانی |        |
| ۲۰    | مهاجم     | کریم اسلامی          | ۳۴ | بادران           | رایگان       | دائمی      | تابستانی | [ ۱۶ ] |
| ۳۰    | مهاجم     | علی آل‌کثیر           | ۲۹ | نفت آبادان       | رایگان       | دائمی      | زمستانی  | [ ۱۷ ] |
| ۳۴    | دروازه‌بان | سعید جلالی‌راد        | ۲۶ | پدیده            | رایگان       | دائمی      | زمستانی  | [ ۱۸ ] |
| ۳۷    | مهاجم     | سجاد آقایی           | ۲۲ | استقلال          | رایگان       | دائمی      | زمستانی  | [ ۱۹ ] |
| ۴۰    | مدافع     | حسن نجفی             | ۳۲ | شاهین            | رایگان       | دائمی      | تابستانی | [ ۲۰ ] |
| ۴۳    | مدافع     | امیرمهدی جانملکی     | ۲۲ | سایپا            | رایگان       | دائمی      | تابستانی | [ ۲۱ ] |
| ۵۵    | مدافع     | بهزاد داوودی         | ۳۰ | خوشه طلایی       | رایگان       | دائمی      | تابستانی | [ ۲۲ ] |
| ۶۵    | هافبک     | شاهین ثاقبی          | ۲۷ | –                | رایگان       | دائمی      | زمستانی  | [ ۲۳ ] |
| ۶۶    | مهاجم     | محمد سرفراز          | ۳۰ | خوشه طلایی       | رایگان       | دائمی      | تابستانی | [ ۲۴ ] |
| ۶۸    | هافبک     | شاهین مجیدی          | ۳۲ | گل ریحان         | رایگان       | دائمی      | تابستانی | [ ۲۵ ] |
| ۷۱    | هافبک     | محمود قائد رحمتی     | ۲۸ | آلومینیوم        | رایگان       | دائمی      | تابستانی | [ ۲۶ ] |
| ۷۵    | مدافع     | شاهین طاهرخانی       | ۲۴ | پیکان            | رایگان       | دائمی      | زمستانی  | [ ۲۷ ] |
| ۷۷    | هافبک     | رضا دهقانی           | ۲۳ | سپاهان           | رایگان       | دائمی      | زمستانی  | [ ۲۸ ] |
| ۸۰    | هافبک     | امیرحسین یحیی‌زاده    | ۲۳ | رایکا            | رایگان       | دائمی      | تابستانی | [ ۲۹ ] |
| ۸۸    | هافبک     | اکبر صادقی           | ۳۶ | پدیده            | رایگان       | دائمی      | زمستانی  | [ ۳۰ ] |
| ۹۰    | مهاجم     | جواد آقایی‌پور        | ۲۱ | سپیدرود          | رایگان       | دائمی      | تابستانی |        |
| ۹۹    | هافبک     | عرفان گل‌محمدی        | ۲۳ | شهرداری بندرعباس | رایگان       | دائمی      | تابستانی | [ ۳۱ ] |

### خروجی
| شماره | نقش       | نام                  | سن | انتقال به | هزینهٔ انتقال | نوع انتقال | فصل      | منبع   |
| ----- | --------- | -------------------- | -- | --------- | ------------ | ---------- | -------- | ------ |
| ۱     | دروازه‌بان | محمدامین رضایی       | ۲۴ | ماشین‌سازی | رایگان       | دائمی      | تابستانی | [ ۳۲ ] |
| ۱     | دروازه‌بان | مهرداد طهماسبی       | ۳۵ | بادران    | رایگان       | دائمی      | زمستانی  | [ ۳۳ ] |
| ۶     | هافبک     | روزبه شاه‌علیدوست     | ۳۵ | خیبر      | رایگان       | دائمی      | زمستانی  | [ ۳۴ ] |
| ۷     | مهاجم     | رحمان جعفری          | ۲۳ | شهر خودرو | رایگان       | دائمی      | تابستانی | [ ۳۵ ] |
| ۸     | دروازه‌بان | علی‌اصغر عاشوری       | ۳۲ | گل‌گهر     | رایگان       | دائمی      | تابستانی | [ ۳۶ ] |
| ۱۰    | هافبک     | علی شجاعی            | ۲۳ | پرسپولیس  | رایگان       | دائمی      | تابستانی | [ ۳۷ ] |
| ۱۱    | مهاجم     | مهرداد بایرامی       | ۳۰ | پدیده     | رایگان       | دائمی      | زمستانی  | [ ۳۸ ] |
| ۱۳    | مدافع     | محمدجواد جلالیان     | ۲۹ | مس کرمان  | رایگان       | دائمی      | تابستانی |        |
| ۱۴    | هافبک     | امیرحسین موسی‌زاده    | ۲۸ | شاهین     | رایگان       | دائمی      | زمستانی  | [ ۳۹ ] |
| ۱۶    | مدافع     | آرمان قاسمی          | ۳۱ | پیکان     | رایگان       | دائمی      | زمستانی  | [ ۴۰ ] |
| ۱۷    | هافبک     | مصطفی نوروزی         | ۳۰ | خیبر      | رایگان       | دائمی      | زمستانی  | [ ۴۱ ] |
| ۱۹    | هافبک     | محمد میری            | ۳۰ | فولاد     | رایگان       | دائمی      | تابستانی | [ ۴۲ ] |
| ۱۹    | مدافع     | امیرحسین اسماعیل‌زاده | ۲۰ | –         | رایگان       | دائمی      | زمستانی  |        |
| ۲۳    | مدافع     | حسین ماهینی          | ۳۴ | سایپا     | رایگان       | دائمی      | تابستانی | [ ۴۳ ] |
| ۳۱    | هافبک     | حسین کیانی           | ۲۸ | –         | رایگان       | دائمی      | تابستانی |        |
| ۳۳    | مهاجم     | محمد عباس‌زاده        | ۳۰ | تراکتور   | رایگان       | دائمی      | تابستانی | [ ۴۴ ] |
| ۶۶    | هافبک     | محمدعرفان معصومی     | ۲۴ | شهر خودرو | رایگان       | دائمی      | تابستانی | [ ۴۵ ] |
| ۶۶    | مهاجم     | محمد سرفراز          | ۳۰ | –         | رایگان       | دائمی      | زمستانی  |        |
| ۶۸    | هافبک     | شاهین مجیدی          | ۳۲ | شاهین     | رایگان       | دائمی      | زمستانی  | [ ۴۶ ] |
| ۷۷    | هافبک     | باقر نیاری           | ۲۲ | –         | رایگان       | دائمی      | تابستانی |        |
| ۸۸    | دروازه‌بان | علیرضا حقیقی         | ۳۲ | گل‌گهر     | رایگان       | دائمی      | تابستانی | [ ۴۷ ] |
| ۹۰    | مهاجم     | جواد آقایی‌پور        | ۲۱ | –         | رایگان       | دائمی      | زمستانی  |        |
| ۹۱    | مهاجم     | روح‌الله باقری        | ۳۰ | سپاهان    | رایگان       | دائمی      | تابستانی | [ ۴۸ ] |
| ۹۹    | هافبک     | عرفان گل‌محمدی        | ۲۳ | استقلال   | رایگان       | دائمی      | زمستانی  | [ ۴۹ ] |

## بازیکنان

### ترکیب تیم در لیگ برتر
| شماره |       | نقش       | بازیکن                      |
| ----- | ----- | --------- | --------------------------- |
| ۲     | ایران | مدافع     | احسان قهاری ز۲۳             |
| ۳     | ایران | مدافع     | سعید غلامعلی‌بیگی            |
| ۴     | ایران | مدافع     | مجتبی بیژن                  |
| ۵     | ایران | مدافع     | مجتبی ممشلی (کاپیتان دوم)   |
| ۷     | ایران | هافبک     | میلاد کمندانی               |
| ۸     | ایران | هافبک     | ایوب کلانتری                |
| ۹     | ایران | مهاجم     | محمدمهدی نظری (کاپیتان سوم) |
| ۱۰    | ایران | هافبک     | حسین زامهران                |
| ۱۲    | ایران | دروازه‌بان | حسین خطیر ز۲۱               |
| ۱۸    | ایران | مدافع     | حامد شیری (کاپیتان)         |
| ۲۰    | ایران | مهاجم     | کریم اسلامی                 |
| ۲۱    | ایران | هافبک     | علی زارعی                   |
| ۲۳    | ایران | هافبک     | محمدحسین باباگلی ز۲۵        |
| ۲۴    | ایران | هافبک     | علی داوران ز۲۱              |
| ۲۶    | ایران | هافبک     | علیرضا امیرخانی ز۲۳         |
| ۲۷    | ایران | مدافع     | مصطفی جوادیان ز۲۳           |
| ۲۸    | ایران | هافبک     | محمدرضا عباسی ز۲۳           |

| شماره |       | نقش       | بازیکن                |
| ----- | ----- | --------- | --------------------- |
| ۲۹    | ایران | هافبک     | امیرحسین مهجوری ز۲۳   |
| ۳۰    | ایران | مهاجم     | علی آل‌کثیر            |
| ۳۴    | ایران | دروازه‌بان | سعید جلالی‌راد         |
| ۳۷    | ایران | مهاجم     | سجاد آقایی ز۲۳        |
| ۴۰    | ایران | مدافع     | حسن نجفی              |
| ۴۳    | ایران | مدافع     | امیرمهدی جانملکی ز۲۳  |
| ۴۴    | ایران | دروازه‌بان | نیما میرزا زاد ز۲۵    |
| ۵۰    | ایران | هافبک     | امیرحسین حاجیان ز۲۱   |
| ۵۵    | ایران | مدافع     | بهزاد داوودی          |
| ۶۵    | ایران | هافبک     | شاهین ثاقبی           |
| ۶۹    | ایران | هافبک     | محمد قربانی           |
| ۷۰    | ایران | هافبک     | امیرحسین یحیی‌زاده ز۲۵ |
| ۷۱    | ایران | هافبک     | محمود قائد رحمتی      |
| ۷۵    | ایران | مدافع     | شاهین طاهرخانی        |
| ۷۷    | ایران | هافبک     | رضا دهقانی ز۲۳        |
| ۸۲    | ایران | هافبک     | فرجام جمال ز۱۹        |
| ۸۸    | ایران | هافبک     | اکبر صادقی            |

## گلزنان
| بازیکن           | لیگ برتر | جام حذفی | مجموع |
| ---------------- | -------- | -------- | ----- |
| حامد شیری        | ۵        | ۰        | ۵     |
| حسین زامهران     | ۵        | ۰        | ۵     |
| کریم اسلامی      | ۳        | ۰        | ۳     |
| ایوب کلانتری     | ۳        | ۰        | ۳     |
| میلاد کمندانی    | ۲        | ۰        | ۲     |
| محمود قائد رحمتی | ۲        | ۰        | ۲     |
| امیرمهدی جانملکی | ۲        | ۰        | ۲     |
| سعید غلامعلی‌بیگی | ۱        | ۰        | ۱     |
| مجتبی بیژن       | ۱        | ۰        | ۱     |
| محمدمهدی نظری    | ۱        | ۰        | ۱     |
| رضا دهقانی       | ۱        | ۰        | ۱     |
| شاهین ثاقبی      | ۱        | ۰        | ۱     |

## رقابت‌ها

### بررسی مسابقات
| رقابت    | اولین بازی    | آخرین بازی      | شروع دور   | جایگاه نهایی | آمار | آمار | آمار | آمار | آمار | آمار | آمار | آمار  |
| رقابت    | اولین بازی    | آخرین بازی      | شروع دور   | جایگاه نهایی | بازی | ب    | ت    | ش    | گ‌ز   | گ‌خ   | ت‌گ   | % برد |
| -------- | ------------- | --------------- | ---------- | ------------ | ---- | ---- | ---- | ---- | ---- | ---- | ---- | ----- |
| لیگ برتر | ۱۶ آبان ۱۳۹۹  | ۸ مرداد ۱۴۰۰    | هفته اول   |              | ۳۰   | ۹    | ۶    | ۱۵   | ۲۷   | ۳۴   | ۷−   | ۰۳۰   |
| جام حذفی | ۲۱ اسفند ۱۳۹۹ | ۹ اردیبهشت ۱۴۰۰ | ١/١۶ نهایی | ۱/۸ نهایی    | ۲    | ۱    | ۰    | ۱    | ۰    | ۱    | ۱−   | ۰۵۰   |
| مجموع    | مجموع         | مجموع           | مجموع      | مجموع        | ۳۲   | ۱۰   | ۶    | ۱۶   | ۲۷   | ۳۵   | ۸−   | ۰۳۱   |

آخرین به‌روزرسانی در: ۳۰ ژوئیه ۲۰۲۱.

منبع: رقابت‌ها

### لیگ برتر

#### جایگاه در جدول
| رتبه | تیم            | بازی | برد | مساوی | باخت | گل زده | گل خورده | گل تفاضل | امتیاز |
| ---- | -------------- | ---- | --- | ----- | ---- | ------ | -------- | -------- | ------ |
| ۱۰   | صنعت نفت       | ۳۰   | ۹   | ۱۰    | ۱۱   | ۲۴     | ۲۹       | ۵−       | ۳۷     |
| ۱۱   | آلومینیوم اراک | ۳۰   | ۸   | ۱۳    | ۹    | ۲۵     | ۳۳       | ۸−       | ۳۷     |
| ۱۲   | نساجی          | ۳۰   | ۹   | ۶     | ۱۵   | ۲۷     | ۳۴       | ۷−       | ۳۳     |
| ۱۳   | نفت م. س       | ۳۰   | ۷   | ۱۰    | ۱۳   | ۲۱     | ۲۹       | ۸−       | ۳۱     |
| ۱۴   | ذوب‌آهن         | ۳۰   | ۵   | ۱۱    | ۱۴   | ۲۸     | ۳۹       | ۱۱−      | ۲۶     |

#### دست‌آوردها در خانه و بیرون
| مجموع | مجموع  | مجموع | مجموع | مجموع | مجموع | مجموع | مجموع | خانه | خانه | خانه | خانه | خانه | خانه | مهمان | مهمان | مهمان | مهمان | مهمان | مهمان |
| بازی  | امتیاز | پ     | ت     | ش     | گ‌ز    | گ‌خ    | ت‌گ    | پ    | ت    | ش    | گ‌ز   | گ‌خ   | ت‌گ   | پ     | ت     | ش     | گ‌ز    | گ‌خ    | ت‌گ    |
| ----- | ------ | ----- | ----- | ----- | ----- | ----- | ----- | ---- | ---- | ---- | ---- | ---- | ---- | ----- | ----- | ----- | ----- | ----- | ----- |
| ۳۰    | ۳۳     | ۹     | ۶     | ۱۵    | ۲۷    | ۳۴    | −۷    | ۴    | ۴    | ۷    | ۱۲   | ۱۶   | −۴   | ۵     | ۲     | ۸     | ۱۵    | ۱۸    | −۳    |

آخرین بروزرسانی: ۳۰ ژوئیه ۲۰۲۱

منبع: سازمان لیگ

پ = پیروزی؛ ت = تساوی؛ ش = شکست؛ گ‌ز = گل زده؛ گ‌خ = گل خورده؛ ت‌گ = تفاضل گل

#### نتایج در هر بازی
| هفته    | ۱ | ۲ | ۳ | ۴ | ۵  | ۶  | ۷  | ۸  | ۹  | ۱۰ | ۱۱ | ۱۲ | ۱۳ | ۱۴ | ۱۵ | ۱۶ | ۱۷ | ۱۸ | ۱۹ | ۲۰ | ۲۱ | ۲۲ | ۲۳ | ۲۴ | ۲۸ | ۲۷ | ۲۵ | ۲۶ | ۲۹ | ۳۰ |
| ------- | - | - | - | - | -- | -- | -- | -- | -- | -- | -- | -- | -- | -- | -- | -- | -- | -- | -- | -- | -- | -- | -- | -- | -- | -- | -- | -- | -- | -- |
| زمین    | ب | خ | ب | خ | خ  | ب  | خ  | ب  | خ  | ب  | خ  | ب  | خ  | ب  | خ  | خ  | ب  | خ  | ب  | ب  | خ  | ب  | خ  | ب  | خ  | ب  | خ  | ب  | خ  | ب  |
| دست‌آورد | پ | م | ش | پ | م  | ش  | ش  | ش  | م  | ش  | ش  | ش  | ش  | ش  | ش  | م  | ش  | پ  | پ  | ش  | ش  | پ  | پ  | پ  | ش  | م  | پ  | پ  | ش  | م  |
| جایگاه  | ۱ | ۲ | ۷ | ۳ | ۱۲ | ۱۳ | ۱۴ | ۱۴ | ۱۵ | ۱۵ | ۱۴ | ۱۴ | ۱۵ | ۱۵ | ۱۵ | ۱۵ | ۱۵ | ۱۳ | ۱۵ | ۱۴ | ۱۴ | ۱۴ | ۱۳ | ۱۴ | ۱۴ | ۱۳ | ۱۲ | ۱۲ | ۱۲ | ۱۲ |

زمین: ب = بیرون از خانه، خ = داخل خانه. دست‌آورد: پ = پیروزی، ش = شکست، م = مساوی، ع = به تعویق افتاده.

#### جزئیات بازی‌ها
برد
      مساوی
      باخت
      معوقه
| تاریخ هفته | میزبان | نتیجه | مهمان | محل برگزاری |

| ۱۶ آبان ۱۳۹۹ ۱                       | آلومینیوم | ۰ – ۳ | نساجی                                                     | اراک                                                                   |
| ۱۶:۴۰ ساعت رسمی ایران (یوتی‌سی ۳:۳۰+) | توکلی '۴۹ | گزارش | غلامعلی بیگی ۴۴' · شیری ۵۳' · بایرامی '۷۸ · کمندانی ۲+۹۰' | ورزشگاه: امام خمینی داور: سعید رحیمی‌مقدم مرد مسابقه: حامد شیری (نساجی) |

| ۲۹ آبان ۱۳۹۹ ۲                       | نساجی                                          | ۱ – ۱ | تراکتور                              | قائم‌شهر                                                                  |
| ۱۶:۱۰ ساعت رسمی ایران (یوتی‌سی ۳:۳۰+) | غلامعلی‌بیگی '۴۵ · کلانتری ۶۹' · شاه‌علیدوست '۸۳ | گزارش | هخامنشی '۱۴ · ایمانی '۴۴ · دژاگه ۸۲' | ورزشگاه: شهید وطنی داور: رضا کرمانشاهی مرد مسابقه: نیما میرزازاد (نساجی) |

| ۵ آذر ۱۳۹۹ ۳                         | سایپا                                                | ۱ – ۰ | نساجی | تهران                                                                      |
| ۱۶:۲۰ ساعت رسمی ایران (یوتی‌سی ۳:۳۰+) | گرامی '۱۱ · مسلمان ۶۵' · علیاری '۷۴ · اکبر منادی '۸۵ | گزارش |       | ورزشگاه: شهید دستگردی داور: مرتضی منصوریان مرد مسابقه: محسن مسلمان (سایپا) |

| ۱۱ آذر ۱۳۹۹ ۴                        | نساجی                               | ۱ – ۰ | نفت                  | قائم‌شهر                                                              |
| ۱۶:۱۰ ساعت رسمی ایران (یوتی‌سی ۳:۳۰+) | غلامعلی‌بیگی '۷۸ · شیری ۸۱' (پنالتی) | گزارش | تهیدست '۴۴ بلبلی '۶۱ | ورزشگاه: شهید وطنی داور: روح‌الله شریفی مرد مسابقه: حامد شیری (نساجی) |

| ۵ دی ۱۳۹۹ ۵    | نساجی                                                       | ۱ – ۰ | پرسپولیس                                   | قائم‌شهر                                                                |
|                | بیژن ۴۱' · کلانتری '۵۹ · شیری '۶۰ · کلانتری '۶۵ · قاسمی '۸۵ | گزارش | کنعانی‌زادگان '۴۰ · نوراللهی ۸۵' · لک '۱+۹۰ | ورزشگاه: شهید وطنی داور: موعود بنیادی‌فر مرد مسابقه: مجتبی بیژن (نساجی) |
| یادداشت: معوقه |                                                             |       |                                            |                                                                        |

| ۲۱ آذر ۱۳۹۹ ۶                        | سپاهان                                                       | ۴ – ۰ | نساجی    | اصفهان                                                                     |
| ۱۵:۰۰ ساعت رسمی ایران (یوتی‌سی ۳:۳۰+) | استنلی ۲۱' · حسینی ۴۰' · شهباززاده ۴۴'، ۸۳' · گولسیانی '۳+۹۰ | گزارش | بیژن '۸۱ | ورزشگاه: نقش جهان داور: امیر عرب براقی مرد مسابقه: سجاد شهباززاده (سپاهان) |

| ۱۱ آذر ۱۳۹۹ ۷                        | نساجی                  | ۰ – ۱ | مس                              | قائم‌شهر                                                             |
| ۱۶:۱۰ ساعت رسمی ایران (یوتی‌سی ۳:۳۰+) | مجیدی '۶۰ · اسلامی ۸۸' | گزارش | آشوری '۳۷ · قاضی ۴۵' · کعبی '۴۸ | ورزشگاه: شهید وطنی داور: سعید رحیمی مقدم مرد مسابقه: محمد قاضی (مس) |

| ۱۰ دی ۱۳۹۹ ۸                         | فولاد                                                | ۱ – ۰ | نساجی      | اهواز                                                                      |
| ۱۶:۴۵ ساعت رسمی ایران (یوتی‌سی ۳:۳۰+) | میری '۶۳ '۸۲ · پاتوسی ۶۷' · نجاریان '۸۹ · فروزان '۹۰ | گزارش | اسلامی '۶۷ | ورزشگاه: فولاد آرنا داور: محمدحسین زاهدی‌فر مرد مسابقه: محسن فروزان (فولاد) |

| ۲۶ دی ۱۳۹۹ ۹                         | نساجی                                                  | ۰ – ۱ | ماشین‌سازی                                     | قائم‌شهر                                                               |
| ۱۵:۰۰ ساعت رسمی ایران (یوتی‌سی ۳:۳۰+) | کمندانی ۴۲' · بایرامی '۴۵ · نجفی '۷۴ · غلامعلی‌بیگی '۷۵ | گزارش | زارعی ۴' · باصفا ۲۹' · اسلامی '۴۸ · مومنی '۷۶ | ورزشگاه: شهید وطنی داور: میثم حیدری مرد مسابقه: میلاد کمندانی (نساجی) |
| یادداشت: معوقه                       |                                                        |       |                                               |                                                                       |

| ۱۶ دی ۱۳۹۹ ۱۰                        | پیکان                 | ۲ – ۱ | نساجی     | شهر قدس                                                                 |
| ۱۵:۰۰ ساعت رسمی ایران (یوتی‌سی ۳:۳۰+) | صالحی ۵۷' · حاتمی ۸۴' | گزارش | اسلامی ۷' | ورزشگاه: شهدای شهر قدس داور: حسین زیاری مرد مسابقه: فرزاد حاتمی (پیکان) |
| یادداشت: معوقه                       |                       |       |           |                                                                         |

| ۲۱ دی ۱۳۹۹ ۱۱                        | نساجی | ۰ – ۱ | صنعت نفت   | قائم‌شهر                                                                 |
| ۱۵:۰۰ ساعت رسمی ایران (یوتی‌سی ۳:۳۰+) | شیری  | گزارش | ریکانی ۳۶' | ورزشگاه: شهید وطنی داور: حمید حاج‌ملک مرد مسابقه: طالب ریکانی (صنعت نفت) |

| ۱ بهمن ۱۳۹۹ ۱۲                       | پدیده                                                                         | ۱ – ۰ | نساجی                          | مشهد                                                                 |
| ۱۵:۰۰ ساعت رسمی ایران (یوتی‌سی ۳:۳۰+) | قاسمی‌نژاد ۳۰' · یزدان‌دوست '۵۵ · فرجی '۶۷ · جعفری '۹۰ · مهربان '۹۰ · صادقی '۹۰ | گزارش | اسلامی '۵۵ نظری '۸۲ داوران '۸۶ | ورزشگاه: امام رضا داور: حسن اکرمی مرد مسابقه: امین قاسمی‌نژاد (پدیده) |
| یادداشت: معوقه                       |                                                                               |       |                                |                                                                      |

| ۱۰ بهمن ۱۳۹۹ ۱۳                      | نساجی                 | ۲ – ۳ | ذوب‌آهن                                                              | قائم‌شهر                                                           |
| ۱۵:۰۰ ساعت رسمی ایران (یوتی‌سی ۳:۳۰+) | نظری ۴' · کلانتری ۵۰' | گزارش | بیدوف ۱' '۳۷ · حسینی ۲۷' · جهانی ۵۶' · محمدی‌مهر '۶۴ · سلطانی‌مهر '۹۰ | ورزشگاه: شهید وطنی داور: حسین زیاری مرد مسابقه: علی دشتی (ذوب‌آهن) |

| ۱۷ بهمن ۱۳۹۹ ۱۴                      | استقلال                                                               | ۱ – ۰ | نساجی                                  | تهران                                                                    |
| ۱۷:۰۰ ساعت رسمی ایران (یوتی‌سی ۳:۳۰+) | دانشگر '۴۱ · مرادی '۵۹ · نادری '۶۹ · غفوری '۷۲ · اسماعیلی ۸۶' · قایدی | گزارش | بایرامی '۶۰ داوران '۷۷ غلامعلی‌بیگی '۸۳ | ورزشگاه: آزادی داور: موعود بنیادی‌فر مرد مسابقه: فرشید اسماعیلی (استقلال) |

| ۲۵ بهمن ۱۳۹۹ ۱۵                      | نساجی                 | ۱ – ۲ | گل‌گهر                                         | قائم‌شهر                                                          |
| ۱۵:۰۰ ساعت رسمی ایران (یوتی‌سی ۳:۳۰+) | شیری ۴۸' (پنالتی) '۵۸ | گزارش | خطیر ۳۴' (گل‌به‌خودی) · منشا ۸۶' · زکی‌پور ۳+۹۰' | ورزشگاه: شهید وطنی داور: علی بای مرد مسابقه: گادوین منشا (گل‌گهر) |

| ۱۱ اسفند ۱۳۹۹ ۱۶                     | نساجی                      | ۱ – ۱ | آلومینیوم                 | قائم‌شهر                                                               |
| ۱۵:۰۰ ساعت رسمی ایران (یوتی‌سی ۳:۳۰+) | زامهران ۱۷' · حسن نجفی '۵۴ | گزارش | حسینی ۵۶' '۶۳ · آقایی '۵۹ | ورزشگاه: شهید وطنی داور: علی صفایی مرد مسابقه: مهدی حسینی (آلومینیوم) |

| ۱۶ اسفند ۱۳۹۹ ۱۷                     | تراکتور                       | ۲ – ۱ | نساجی                        | تبریز                                                                         |
| ۱۵:۳۰ ساعت رسمی ایران (یوتی‌سی ۳:۳۰+) | عباس‌زاده ۲۲' · تیموری ۴۵' '۴۵ | گزارش | قائد رحمتی ۱۲' · آقایی '۴+۹۰ | ورزشگاه: یادگار امام داور: مرتضی منصوریان مرد مسابقه: محمد عباس‌زاده (تراکتور) |

| ۲۷ اسفند ۱۳۹۹ ۱۸                     | نساجی                                                                            | ۱ – ۰ | سایپا             | قائم‌شهر                                                                       |
| ۱۶:۰۰ ساعت رسمی ایران (یوتی‌سی ۳:۳۰+) | آل‌کثیر '۵ · کلانتری '۶ · صادقی '۵۸ · قائد رحمتی ۸۶' · آقایی '۹۰ · جلالی‌راد '۶+۹۰ | گزارش | جلالی '۵ مالکی '۷ | ورزشگاه: شهید وطنی داور: سید مهدی سیدعلی مرد مسابقه: محمود قائد رحمتی (نساجی) |

| ۱۴ فروردین ۱۴۰۰ ۱۹                   | نفت                           | ۰ – ۲ | نساجی                    | مسجدسلیمان                                                                                         |
| ۱۵:۰۰ ساعت رسمی ایران (یوتی‌سی ۴:۳۰+) | مجتبی مقتدایی '۷۶ انتظاری '۸۰ | گزارش | زامهران ۵۵' · دهقانی ۸۵' | ورزشگاه: بهنام محمدی داور: محمدرضا اکبریان مرد مسابقه: حسین زامهران (باشگاه فوتبال نساجی مازندران) |

| ۱۹ فروردین ۱۴۰۰ ۲۰                   | پرسپولیس                         | ۲ – ۰ | نساجی                | تهران                                                                   |
| ۱۸:۵۰ ساعت رسمی ایران (یوتی‌سی ۴:۳۰+) | ترابی ۸' · لک '۴۲ · آل‌کثیر ۱+۹۰' | گزارش | قهاری '۴۴ دهقانی '۶۱ | ورزشگاه: آزادی داور: محمدحسین زاهدی‌فر مرد مسابقه: مهدی ترابی (پرسپولیس) |

| ۲ اردیبهشت ۱۴۰۰ ۲۱                   | نساجی                          | ۰ – ۱ | سپاهان                                  | قائم‌شهر                                                              |
| ۲۱:۰۰ ساعت رسمی ایران (یوتی‌سی ۴:۳۰+) | شیری '۵۵ آل‌کثیر '۷۶ نجفی '۱+۹۰ | گزارش | حاج‌صفی ۲۵' '۷۰ · محبی '۶۵ · نیازمند '۶۹ | ورزشگاه: شهید وطنی داور: رضا مهدوی مرد مسابقه: احسان حاج‌صفی (سپاهان) |

| ۱۸ اردیبهشت ۱۴۰۰ ۲۲                  | مس          | ۰ – ۱ | نساجی                      | رفسنجان                                                                |
| ۲۰:۴۵ ساعت رسمی ایران (یوتی‌سی ۴:۳۰+) | زاهدی '۱+۹۰ | گزارش | ثاقبی ۳۴' · قائد رحمتی '۶۱ | ورزشگاه: شهدای مس داور: موعود بنیادی‌فر مرد مسابقه: شاهین ثاقبی (نساجی) |

| ۲۴ اردیبهشت ۱۴۰۰ ۲۳                  | نساجی       | ۱ – ۰ | فولاد                    | قائم‌شهر                                                                 |
| ۱۸:۱۵ ساعت رسمی ایران (یوتی‌سی ۴:۳۰+) | زامهران ۱۳' | گزارش | حردانی '۷۱ درخشان‌مهر '۸۴ | ورزشگاه: شهید وطنی داور: امیر عرب‌براقی مرد مسابقه: حسین زامهران (نساجی) |

| ۴ تیر ۱۴۰۰ ۲۴                        | ماشین‌سازی                                 | ۰ – ۲ | نساجی                      | تبریز                                                                        |
| ۱۹:۱۰ ساعت رسمی ایران (یوتی‌سی ۴:۳۰+) | حسن نجفی '۱۹ · جانملکی ۲۹' · شیری '۴۵ ۸۹' | گزارش | ثاقبی ۳۴' · قائد رحمتی '۶۱ | ورزشگاه: شهید سلیمانی داور: کوپال ناظمی مرد مسابقه: امیرمهدی جانملکی (نساجی) |

| ۱۰ تیر ۱۴۰۰ ۲۵                       | نساجی                       | ۰ – ۱ | پیکان                           | قائم‌شهر                                                                   |
| ۱۹:۵۰ ساعت رسمی ایران (یوتی‌سی ۴:۳۰+) | صادقی '۸۳ غلامعلی‌بیگی '۱+۹۰ | گزارش | فلاح '۵۵ رضایی '۴۵ پورامینی '۸۶ | ورزشگاه: شهید وطنی داور: محمدحسین زاهدی‌فر مرد مسابقه: آرمان قاسمی (پیکان) |

| ۱۵ تیر ۱۴۰۰ ۲۶                       | صنعت نفت                                                          | ۱ – ۱ | نساجی    | آبادان                                                            |
| ۱۵:۰۰ ساعت رسمی ایران (یوتی‌سی ۴:۳۰+) | مطلق‌زاده ۴۲' · فلاح‌زاده '۴۵ · طیبی '۵۹ · ریکانی '۶۰ · حامدی‌فر '۸۲ | گزارش | شیری ۴۵' | ورزشگاه: تختی داور: محمدرضا اکبریان مرد مسابقه: حامد شیری (نساجی) |

| ۲۲ تیر ۱۴۰۰ ۲۷                       | نساجی                      | ۱ – ۰ | شهر خودرو | قائم‌شهر                                                                 |
| ۲۱:۰۰ ساعت رسمی ایران (یوتی‌سی ۴:۳۰+) | جانملکی ۱۴' · داوودی '۵+۹۰ | گزارش |           | ورزشگاه: شهید وطنی داور: عباس راکی مرد مسابقه: امیرمهدی جانملکی (نساجی) |

| ۲۹ تیر ۱۴۰۰ ۲۸                       | ذوب‌آهن                  | ۱ – ۲ | نساجی                                                        | فولادشهر                                                             |
| ۱۹:۳۰ ساعت رسمی ایران (یوتی‌سی ۴:۳۰+) | رنجبری '۱۷ محمدی‌مهر '۶۰ | گزارش | اسلامی ۶' · جانملکی '۱۴ · زامهران ۵۵' · میرزازاد '۹۰+۳ '۹۰+۷ | ورزشگاه: فولادشهر داور: علیرضا فغانی مرد مسابقه: کریم اسلامی (نساجی) |

| ۳ مرداد ۱۴۰۰ ۲۹                      | نساجی                                  | ۱ – ۳ | استقلال                                                                           | قائم‌شهر                                                                 |
| ۲۱:۱۵ ساعت رسمی ایران (یوتی‌سی ۴:۳۰+) | اسلامی ۱۷' · کلانتری '۲۳ · جانملکی '۳۸ | گزارش | وریا غفوری ۴۵' (پنالتی) ۵۱' · مظاهری '۷۱ · خادم‌پور '۶۱ · مرادی '۷۱ · کریم‌زاده ۸۳' | ورزشگاه: شهید وطنی داور: بیژن حیدری مرد مسابقه: متین کریم‌زاده (استقلال) |

| ۸ مرداد ۱۴۰۰ ۳۰                      | گل‌گهر      | ۲ – ۲ | نساجی                                         | سیرجان                                                                    |
| ۱۹:۱۵ ساعت رسمی ایران (یوتی‌سی ۴:۳۰+) | تبریزی '۴۱ | گزارش | کلانتری '۱۹ ۴۵' · زامهران '۶۷ · جانملکی '۴+۹۰ | ورزشگاه: شهید سلیمانی داور: سعاد وفاپیشه مرد مسابقه: ایوب کلانتری (نساجی) |

### جام حذفی

#### دست‌آوردها در خانه و بیرون
| مجموع | مجموع  | مجموع | مجموع | مجموع | مجموع | مجموع | مجموع | خانه | خانه | خانه | خانه | خانه | خانه | مهمان | مهمان | مهمان | مهمان | مهمان | مهمان |
| بازی  | امتیاز | پ     | ت     | ش     | گ‌ز    | گ‌خ    | ت‌گ    | پ    | ت    | ش    | گ‌ز   | گ‌خ   | ت‌گ   | پ     | ت     | ش     | گ‌ز    | گ‌خ    | ت‌گ    |
| ----- | ------ | ----- | ----- | ----- | ----- | ----- | ----- | ---- | ---- | ---- | ---- | ---- | ---- | ----- | ----- | ----- | ----- | ----- | ----- |
| ۲     | ۳      | ۱     | ۰     | ۱     | ۰     | ۱     | −۱    | ۱    | ۰    | ۱    | ۰    | ۱    | −۱   | ۰     | ۰     | ۰     | ۰     | ۰     | ۰     |

آخرین بروزرسانی: ۲۹ آوریل ۲۰۲۱

منبع: سازمان لیگ

پ = پیروزی؛ ت = تساوی؛ ش = شکست؛ گ‌ز = گل زده؛ گ‌خ = گل خورده؛ ت‌گ = تفاضل گل

#### جزئیات بازی‌ها
برد
      مساوی
      باخت
      معوقه
| تاریخ مرحله | میزبان | نتیجه | مهمان | محل برگزاری |